# Terrier brésilien
Le terrier brésilien (terrier brasileiro en portugais) est une race de chiens originaire du Brésil. La race est issue de croisements entre des chiens autochtones et des terriers ramenés par les jeunes Brésiliens après leurs études dans les universités européennes durant le XIXe siècle.
Le terrier brésilien est chien de terrier de taille moyenne, de construction solide et svelte. La tête est de forme triangulaire vue de dessus, avec un stop prononcé. Les oreilles semi-dressées sont de forme triangulaire. La queue peut être longue ou naturellement courte. Elle est écourtée au Brésil. La robe est blanche avec des taches noires, bleues ou marron et des marques feu.
Le terrier brésilien est un chien de compagnie très actif et intelligent.

## Historique
Du XIXe siècle au début du XXe siècle, les jeunes Brésiliens partis étudier dans les universités européennes, et notamment françaises et anglaises, revenaient souvent mariés à de jeunes Européennes. Celles-ci ramenaient avec elle des petits terriers, probablement des fox terriers et des Jack Russell terriers, qui, après s'être adapté au climat du Brésil, ont été croisés avec des chiens autochtones. Le terrier brésilien est issu de ces croisements.
Avec 88 inscriptions au livre des origines français (LOF) en 2012, la race est peu représentée en France.

## Standard

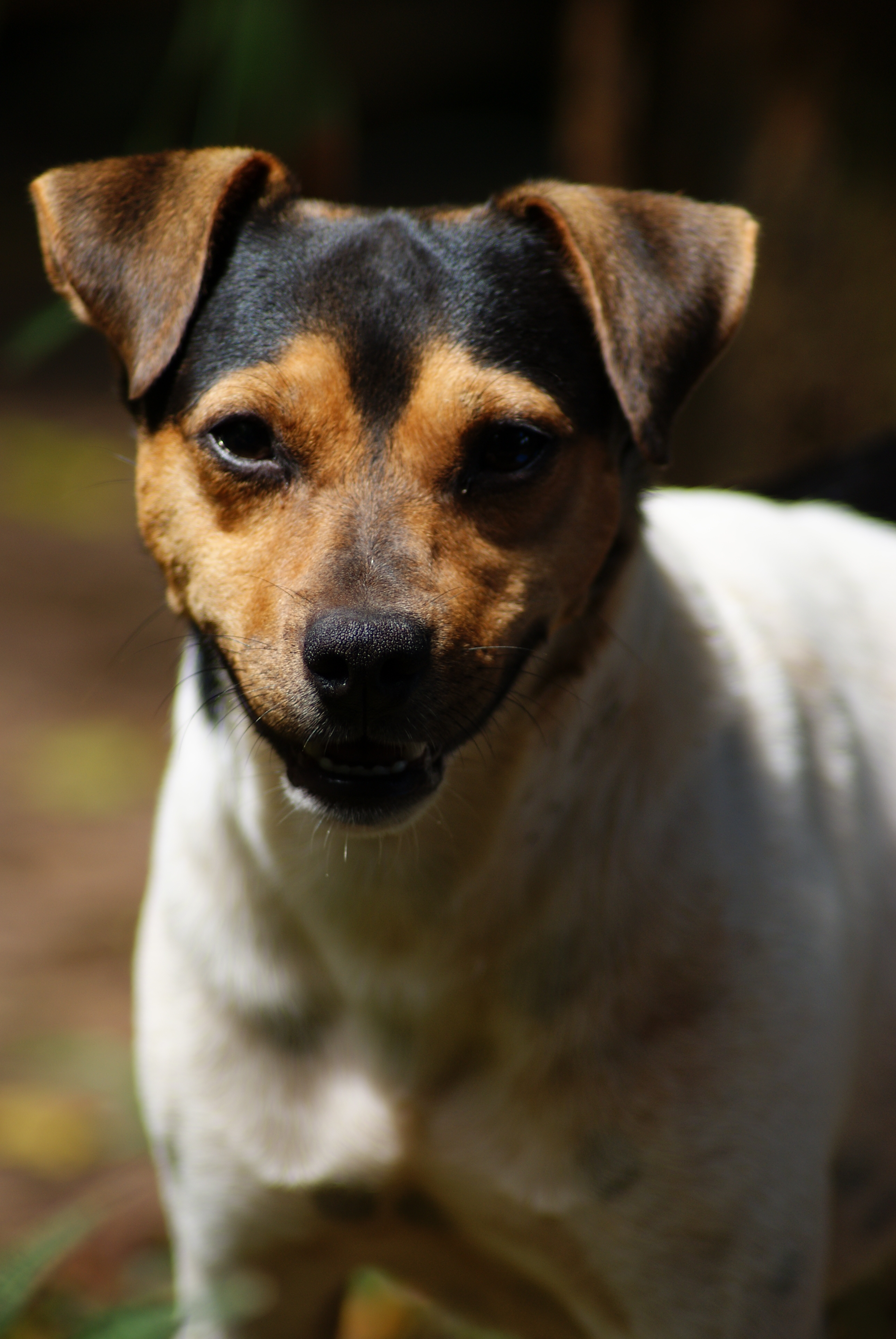
Portrait d'un terrier brésilien.

Le terrier brésilien est un terrier de taille moyenne, de construction solide et svelte. Bien proportionné, le corps s'inscrit dans un carré. Au Brésil, la caudectomie est traditionnellement pratiquée, mais la queue peut être naturellement courte ou longue. La queue naturellement longue est en vérité courte puisqu'elle ne dépasse pas le jarret. Les membres sont droits vue de face. Les antérieurs sont légèrement plus écartés que les postérieurs bien musclés.
La tête a une forme triangulaire vue du dessus : elle se rétrécit notablement à partir des yeux jusqu'à l'extrémité du museau. Le stop prononcé est accentué par la déclivité du museau. Les yeux de forme ronde sont de préférence de couleur foncée, sauf pour la variété bleue, où ils sont gris-bleu, et pour la variété marron, où ils peuvent être marron, verts ou bleus. Les oreilles de forme triangulaire se terminent en pointe. Semi-dressées, la pointe tombe en direction de l'angle externe de l'œil. Les oreilles ne sont pas coupées.
Le poil est court, lisse, fin sans être doux et bien couché. Le poil est plus fin sur la tête, les oreilles, sous le cou, à la face intérieure des membres antérieurs et des postérieurs. La robe est blanche marquée de noir, marron ou bleu. Des marques feu sont obligatoirement présentes au-dessus des yeux, sur les faces latérales du museau et à l'intérieur des oreilles. La tête est toujours marquée dans la région frontale et sur les oreilles.

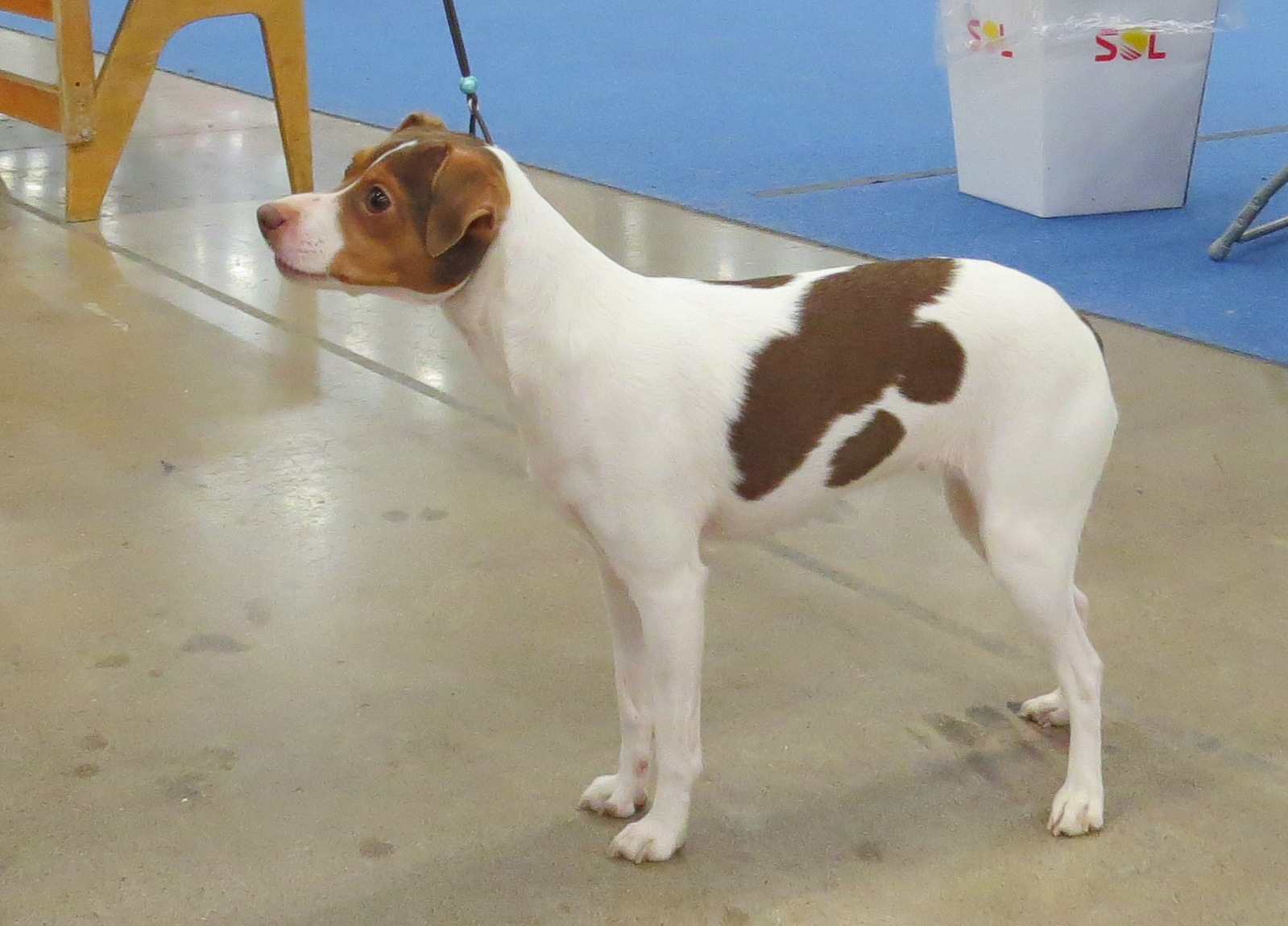
Terrier brésilien marron.
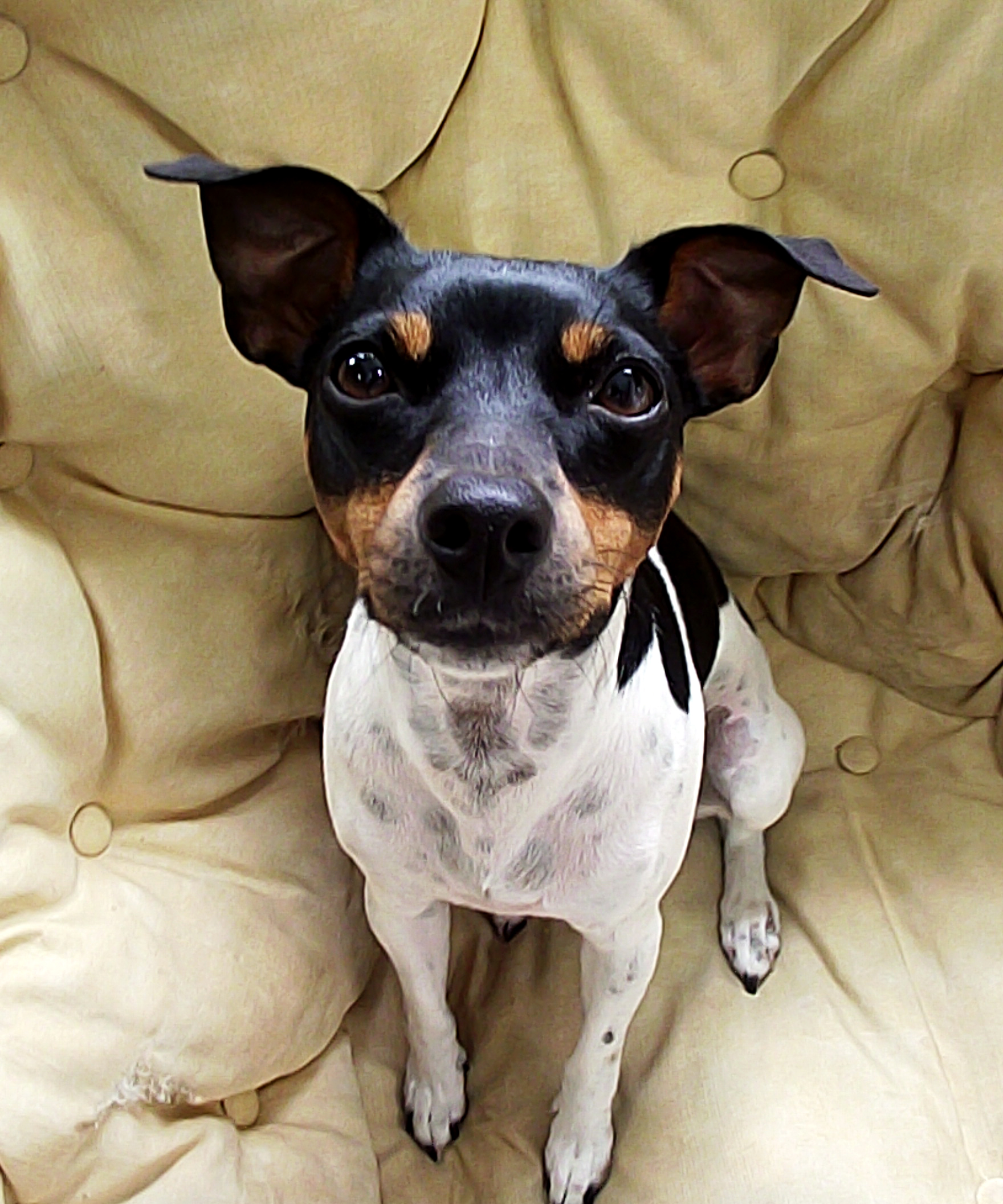
Terrier brésilien noir.

## Confusion avec d'autres races
Le terrier brésilien peut être confondu avec le fox-terrier à poil lisse, toutefois cette race présente des lignes corporelles plus carrées.

## Caractère
Le terrier brésilien est décrit dans le standard de la Fédération cynologique internationale (FCI) comme vif, actif et éveillé, amical avec sa famille. Le terrier brésilien est plutôt méfiant avec les étrangers. C'est une race intelligente qui apprend facilement des tours.

## Utilité

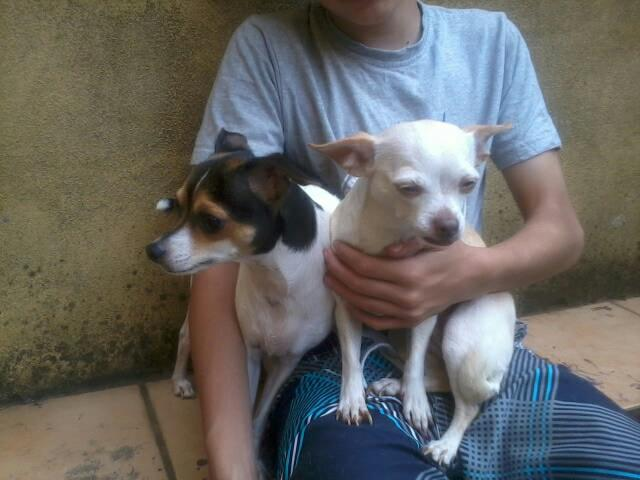
Le terrier brésilien est un chien de compagnie. Ici, avec un chihuahua.

Le terrier brésilien est un chien de compagnie joyeux et très actif. Il a des aptitudes pour l'agility. Au Brésil, il est utilisé comme chien de cirque.

## Santé
Le club français d'élevage de la race recommande de tester les terriers brésiliens pour la dysplasie de la hanche, une malformation très douloureuse et héréditaire.